# 弗拉基米爾·普羅普
弗拉基米爾‧雅可夫列維奇‧普羅普（俄语：Владимир Яковлевич Пропп；1895年4月29日［儒略曆1895年4月17日］－1970年8月22日）是蘇聯的一位文學結構主義學者，出生於俄羅斯聖彼得堡，其最重要的代表作品為故事形態學。

## 生平
普羅普是一個有德國血統的俄國家族，父親雅克布‧菲利泼维奇‧普羅普（俄语：Яков Филиппович Пропп; 1858年－1919年）是一位事務所的辦事員，而母親安娜‧伊莉莎白‧弗里德里霍夫娜‧貝澤爾（俄语：Анна Фридриховна; ?－1912年）則是一位家庭主婦。據他的個人檔案與自傳的記載，他中學畢業於1913年，旋即進入彼得堡大學文史系。在羅曼語系—日耳曼語系修讀了兩年後，又轉入斯拉夫語族—俄語系繼續讀了三年，至1918年完成大學學業。
接下來的十年間，他主要在多所中學教授俄語、德語和文學課。在1926年開始在幾所大學裡應聘授課，起先是在列寧格勒工學院經濟系教德語，後因該系停辦，而轉入計畫學院，在那裡負責外語教研室。其間還曾在第二外語師範學院教書，並負責日耳曼語文教研室。
1932年，普羅普受聘於列寧格勒語文語言歷史學院羅曼語系—日耳曼語教研室，擔任副教授。隨著該學院改為國立列寧大學語文系，他也被編入了國立列寧大學。國立列寧大學成立了民間文學教研室後，他便開始開始民間文學課程，並擔任過幾年民間文學教研室主任。他在列大工作了近40年，直到1966年退休，退休後仍繼續擔任顧問教授。他除了教學工作外，同時還在國家地理學會、東西方語言研究所、藝術史研究所，科學院文學研究所從事學術研究。1970年，他病逝於列寧格勒。